# Fachportal Pädagogik

Fachportal Pädagogik – Logo

Das Fachportal Pädagogik ist ein Webportal, das vom Informationszentrum Bildung (IZB) des DIPF | Leibnizinstituts für Bildungsforschung und Bildungsinformation in Frankfurt am Main betrieben wird und pädagogische Fachinformationen anbietet. Mit seinem Angebot wendet sich das Portal vorrangig an aktive Personen aus Forschung und Praxis im Kontext der Erziehungswissenschaft, der Bildungsforschung und der Fachdidaktik sowie an thematisch Interessierte.
Das kostenfrei nutzbare Angebot teilt sich in die Bereiche Literatur, Forschungsdaten und Forschungsinformation auf. Der Bereich Literatur bietet neben dem recherchierenden Zugang die Möglichkeit, fehlende Literaturnachweise zu melden, Publikationen via pedocs zu veröffentlichen oder die Dienstleistungen des Fachinformationsdienstes Erziehungswissenschaft und Bildungsforschung in Anspruch zu nehmen. Der Fachinformationsdienst bietet spezielle Beschaffungsmöglichkeiten in Deutschland nicht (per Fernleihe) verfügbarer Literatur und ermöglicht nach Anmeldung den kostenfreien Zugriff auf ausgewählte E-Books für Forschung und Wissenschaft. Für die Literaturrecherche stehen neben der FIS Bildung Literaturdatenbank die einschlägige bibliografische Datenbank ERIC sowie weitere Nachweise wie bspw. zu Neuerscheinungen aus dem angloamerikanischen, dem italienischen, dem spanischen sowie dem französischen Sprachraum zur Verfügung. Die Integration weiterer Datenquellen ist geplant.
Der Bereich Forschungsdaten wird redaktionell gestützt durch das Forschungsdatenzentrum Bildung des IZB am DIPF. Er vermittelt den Zugang zur umfassenden und dauerhaften Dokumentation von Studien der empirischen Bildungsforschung. Das Angebot bietet einen zentralen Zugang zu beschreibenden Studieninformationen, den eingesetzten Erhebungsinstrumenten und erhobenen Forschungsdaten sowie Publikationen. Darüber hinaus gibt es Informationsmaterialien zum Forschungsdatenmanagement.
Der Bereich Forschungsinformation wird redaktionell in Zusammenarbeit mit dem Deutschen Bildungsserver aufgebaut und gepflegt. Der Fokus liegt auf der themenfokussierten Zusammenstellung relevanter Internetquellen für und über Wissenschaft und Forschung im Bereich Bildung.
Als „Virtuelle Fachbibliothek Pädagogik“ wurde der Aufbau des Fachportals von der Deutschen Forschungsgemeinschaft (DFG) gefördert. Das Fachportal Pädagogik ist seit August 2005 online und wurde im September 2017 nach einer kompletten Überarbeitung neu veröffentlicht.